# Dodumalsja, pozdravljaju!
Dodumalsja, pozdravljaju! (Додумался, поздравляю!) è un film del 1976 diretto da Ėduard Aleksandrovič Gavrilov.

## Trama
Il sesto anno di scuola Jura Černov si trasferisce con i suoi genitori da Mosca in Estremo Oriente. Non volendo più essere oggetto di scherno, decide di entrare in una nuova classe con pronta autorità e inventa una biografia sportiva per se stesso con una seconda categoria nel pugilato.